# Graptodytes sedilloti
Graptodytes sedilloti is een keversoort uit de familie waterroofkevers (Dytiscidae). De wetenschappelijke naam van de soort is voor het eerst geldig gepubliceerd in 1878 door Régimbart.